# 누레크

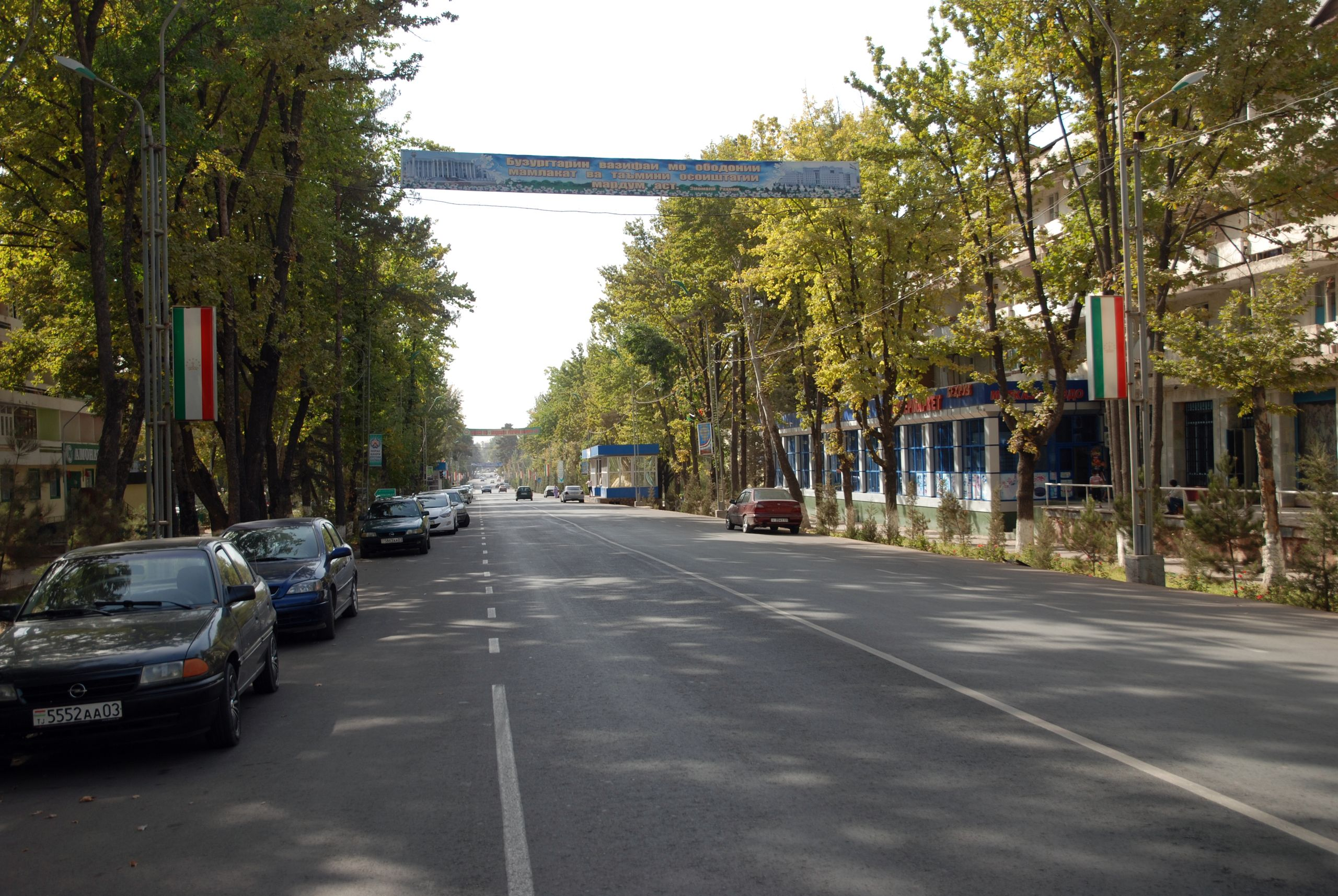
누레크 시가지

누레크(러시아어: Нурек, 타지크어: Норак 노라크)는 타지키스탄 하틀론주에 위치한 도시로 인구는 28800명(2022년 기준)이다. 바흐시강과 접하며 높이는 885m이다. 타지키스탄의 수도인 두샨베에서 남동쪽으로 70km 정도 떨어진 곳에 위치한다.
1960년부터 1980년까지 진행된 누레크 댐 건설을 계기로 신설되었다. 또한 인근 광학 위성 추적 시설인 오크노 단지에서 일하는 군사 지역 주택 인력도 거주한다.
1. ↑  Агентии омори назди Президенти Ҷумҳурии Тоҷикистон. “ШУМОРАИ АҲОЛИИ ҶУМҲУРИИ ТОҶИКИСТОН ТО 1 ЯНВАРИ СОЛИ 2022” (PDF). 2022년 10월 10일에 원본 문서 (PDF)에서 보존된 문서. 2023년 1월 30일에 확인함.